# Роберт Редфорд
Ча́рльз Ро́берт Ре́дфорд-молодший (англ. Charles Robert Redford Jr.; нар. 18 серпня 1936, Санта-Моніка) — американський актор і режисер.

## Життєпис
Освіту здобув у Колорадському університеті. Після навчання він вирушив у подорож Європою. Повернувшись до США, Роберт Редфорд навчався на театрального художника в Інституті Пратта в Нью-Йорку, потім закінчив Американську академію драматичного мистецтва, де вивчав акторську майстерність.
Наприкінці 1950-х — початку 1960-х років актор став з'являтися в комедійних телевізійних шоу. Приблизно в той же час він почав зніматися і в телефільмах. Акторський дебют Роберта Редфорда у повнометражному кіно відбувся у фільмі «Військове полювання», що був знятий 1962 року. Перший же успіх прийшов до нього після фільму «Погоня». У 1969 році Редфорд увійшов до числа провідних американських акторів, виконавши одну з головних ролей у вестерні «Буч Кессіді та Санденс Кід».
У 1980 році Роберт Редфорд вперше виступив як режисер, поставивши сімейно-психологічну драму «Звичайні люди», яку високо оцінили глядачі й критики.

### Особисте життя
Актор був одружений один раз. У вересні 1958 року відбулося його весілля з Лолою Джин Ван Вагенен англ. Lola Jean Van Wagenen, яка була молодша за актора на три роки й покинула коледж, щоб одружитися з ним. У пари народилося четверо дітей. Один з його синів, Девід Джеймс Редфорд, став сценаристом, а дочка, Емі Редфорд — акторкою. З дружиною Роберт Редфорд розлучився в 1985 році.

## Нагороди
У 1995 році журнал «Empire» поставив актора на 4 місце в сотні найсексуальніших зірок в історії кіно. У 1997 році той же журнал поставив Редфорда на 29 місце у списку ста найпопулярніших зірок кіно.

## Вибіркова фільмографія

### Актор
- 1967 — Босоніж по парку / Barefoot in the Park
- 1969 — Буч Кессіді і Санденс Кід / Butch Cassidy and the Sundance Kid
- 1972 — Крадений камінь / The Hot Rock
- 1973 — Афера / The Sting
- 1975 — Три дні Кондора / Three Days of the Condor
- 1976 — Вся президентська рать / All the President's Men
- 1977 — Міст надто далеко / A Bridge Too Far — майор Джуліан Кук
- 1980 — Брубейкер / Brubaker
- 1984 — Природний дар / The Natural
- 1985 — З Африки / Out of Africa
- 1993 — Непристойна пропозиція / Indecent Proposal
- 1996 — Близько до серця / Up Close and Personal
- 1998 — Заклинатель коней / The Horse Whisperer
- 2001 — Останній замок / The Last Castle
- 2001 — Шпигунські ігри / Spy Game
- 2006 — Павутиння Шарлотти / Charlotte's Web
- 2007 — Леви для ягнят / Lions for Lambs
- 2013 — Не згасне надія / All Is Lost
- 2014 — Перший месник: Друга війна / Captain America: The Winter Soldier
- 2015 — Правда / Truth
- 2016 — Дракон Піта / Pete's Dragon
- 2017 — Відкриття / The Discovery
- 2018 — Старий та рушниця / The Old Man & the Gun

### Режисер
- 1980 — Звичайні люди / (Ordinary People)
- 1994 — Телевікторина / (Quiz Show)
- 1998 — Заклинатель коней / (Horse Whisperer)
- 2000 — Легенда Багера Ванса / (The Legend of Bagger Vance)
- 2007 — Леви для ягнят / (Lions for Lambs)
- 2010 — Змовниця / (Conspirator)